# Sidensepia
Sidensepia (Sepia officinalis) är en bläckfiskart som beskrevs av Carl von Linné 1758. Sepia officinalis ingår i släktet Sepia och familjen Sepiidae. IUCN kategoriserar arten globalt som livskraftig. Arten förekommer regelbundet i Sverige, men reproducerar sig inte. Inga underarter finns listade i Catalogue of Life.